# Accident à la Meije

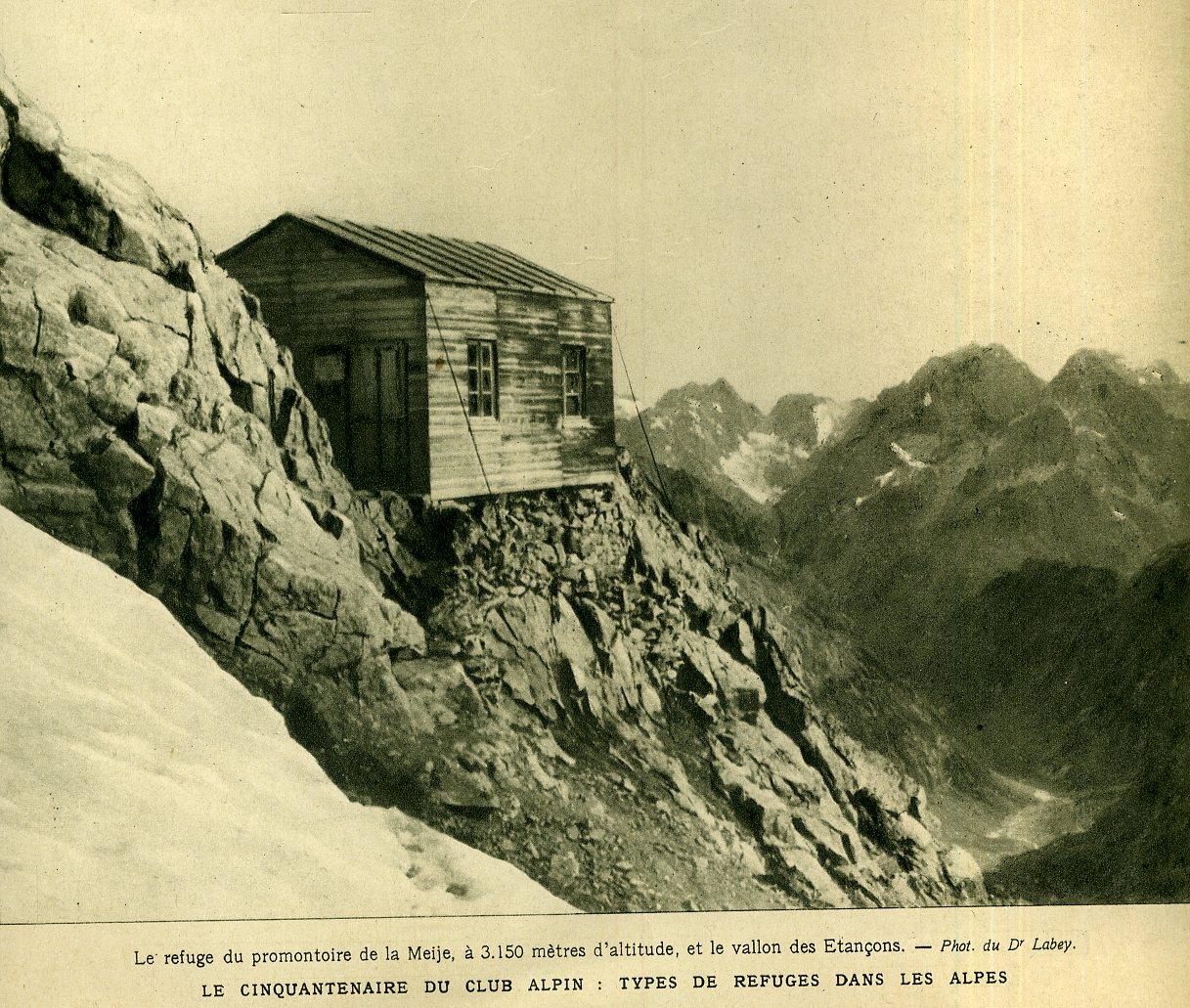
Le refuge du Promontoire en 1924, où a lieu une vingtaine d'années plus tard une partie de l'intrigue du roman

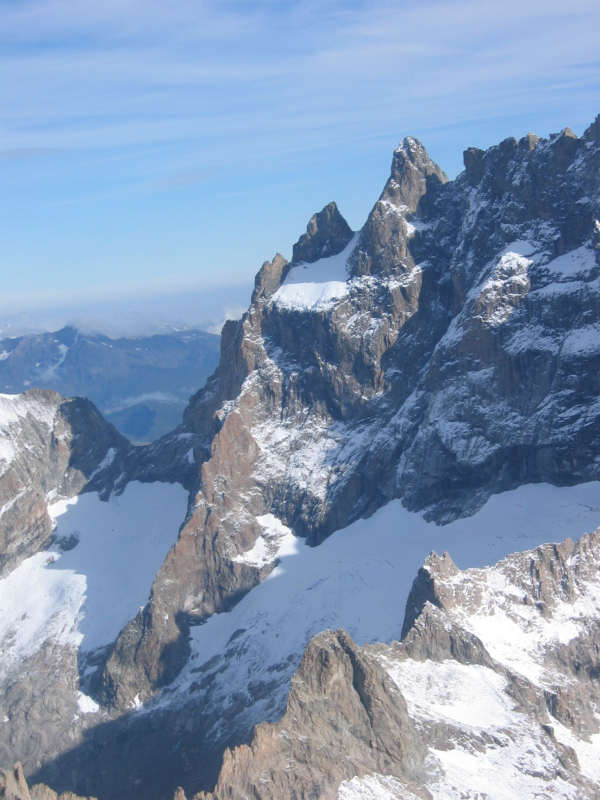
Parmi les autres lieux structurant l'intrigue, l'arête du Promontoire, proche du refuge du même nom

Accident à la Meije est un roman d'Étienne Bruhl, publié en 1946 et considéré comme le premier du genre « roman policier alpin », devenu « un grand classique du polar de montagne » et le « plus célèbre des polars d’altitude ». C'est aussi le premier du genre à manier sans modération un humour irrévérencieux, dans les dialogues comme dans les situations, malgré la recherche rigoureuse d'un alpiniste disparu, effectuée par « une cordée digne de Sherlock Holmes et du Docteur Watson », puis de la cause de sa disparition sur un parcours prestigieux de Haute montagne.

## Lieux
Une partie de l'histoire se déroule dans le huis-clos de deux hôtels des villages de La Bérarde (Isère) et La Grave (Hautes-Alpes), mais aussi dans le havre réconfortant de leurs voisins respectifs, le refuge du Promontoire et le refuge de l'Aigle, rejoints avant et après une énorme tempête de neige pendant la traversée, le long de l'étroit fil de l'arrête sommitale, de La Meije, deuxième plus haut sommet du Massif des Écrins avec près de 4.000 mètres d'altitude.

## Genre
Accident à la Meije est considéré comme un « roman policier alpin » de la catégorie du roman à énigme de situation. L'intrigue policière y est  "entremêlée à l'aspect proprement sportif" de l'alpinisme, qui est au coeur du roman. Ce genre a depuis prospéré, avec des dizaines d'ouvrages. Ceux d'Etienne Bruhl dénotent par leur dimension ludique, à une époque où "la littérature alpine d'inspiration échappe rarement à l'écueil du lyrisme, du sublime ou du faux réalisme". Il surprend en particulier par ses nouvelles, dont les personnages "ne sont pas des héros, des phénomènes", mais des gens "pris sur le vif, tels que chacun de nous peut les avoir connus ou rencontrés", que "l'auteur sait à merveille" placer "dans des situations embarrassantes, voire cornéliennes", pour mieux "les en sortir et arriver à sa conclusion, des solutions pleines d'ingéniosité".
Le genre s'appuie sur un "style alerte qui ne cesse d'éperonner le lecteur", tout en servant "une ambiance de haute montagne remarquablement rendue", sans craindre le "paradoxe" consistant à raconter "le drame sur un ton léger" ni "prendre au sérieux ces aventures tragiques"

## Résumé
Le jeune alpiniste Philippe Chatel vient de rater ses deux semaines de vacances à Chamonix, accablé par un mauvais temps qui l'a privé d'escalades. A la recherche du soleil, il prend des autocars vers le sud, en direction du petit village de La Bérarde, considéré comme une autre "Mecque de l'Alpinisme", dans le Massif des Ecrins, tout au bout de l'étroite vallée du Vénéon. 
En chemin, il rencontre le vendredi 27 août, par hasard à Bourg d'Oisans, un autre alpininiste, le mystérieux et moqueur Ludovic Fournier. Philippe Chatel le décourage d'aller à Chamonix. Rapidement, Fournier lui propose de le conduire à La Bérarde, pour tenter ensemble l'ascension d'une montagne magique, La Meije, que Philippe Chatel à trois fois échoué à gravir à cause du mauvais temps.
A l'hôtel Ducroz de La Bérarde, Philippe a l'agréable surprise de reconnaitre par la fenêtre de sa chambre le rire de Patricia Winslow, avec qui il avait sympathisé lors de vacances au ski en Suisse, un an et demi auparavant, à Saint-Léonard. Il y avait par hasard aidé la jeune Anglaise à réussir l'ascension du Glarner, modeste sommet des Alpes glaronaises. Elle se confie sur sa situation sentimentale complexe, déchirée entre ses attirances pour deux cousins et amis, que Philippe Chatel avait rencontrés lors du séjour à Saint-Léonard, le richissime et rassurant Peter Witchell, et son âme damnée, le brillant mais insensible Donald Throgmorton.
Tous deux venus à La Bérarde avec Patricia, ils sont partis la veille au refuge du Promontoire. Objectif, la difficile traversée des arêtes de La Meije avec deux autres alpinistes anglais, les frères Jack et Fred Andrews, à la réputation contrastée. Peter Witchell n'a pourtant jamais fait de course en montagne. Son cousin Donald Throgmorton revient bredouille avec Jack Andrews. Ils racontent avoir échoué par épuisement. Peter Witchell est parti du refuge trois heures avant eux, avec Fred Andrews. Mais seul ce dernier parvient à La Grave, destination de cette longue course en montagne. La Grave d'où un télégramme annonce la triste nouvelle: Peter a curieusement disparu, pendant que Fred Andrews faisait une courte sieste sur les arêtes.
Des caravanes de secours sont organisées. Sans succès. Patricia signale à Philippe, puis à la gendarmerie, un étrange télégramme envoyé deux jours plus tôt en Italie, de La Bérarde. La disparition de Peter Witchell vaut bien une investigation policière. mais ce sont Chatel et Fournier qui vont s'y confronter en dénouant auprès des autres alpinistes le fil d'étranges indices sur la chronologie de sa course, son passage dans les deux refuges, et le surprenant parcours des uns et des autres sur les arêtes traversées.

## Auteur
Étienne Bruhl ( 1898-1973) était un éminent alpiniste, membre dès les années 1920 du prestigieux "Groupe de Haute-Montagne" (GHM), créé en 1919, qui publie à partir de 1925 les premiers guides Vallot. Il a notamment réalisé la première de l'arrête sud du Moine en 1928.
Il s'était fait aussi connaitre par ses articles dans le journal La Montagne, fustigeant, au milieu des années 1930, le projet d'introduction de cotations pour les courses et passages en montagne,, qu'il dénonce comme du "charlatanisme". 
Avec le dessinateur et écrivain Samivel, il fait partie des premiers auteurs maniant l'humour à propos de la montagne et de l'alpinisme,, y compris au sujet des « dames de pics ». Selon Anne Sauvy, préfacière de la réédition du livre en 2022, il est aussi l'auteur d'une dizaine de nouvelles. Parmi elles, "Le Téléphérique", "Diffamation", "Un grand match", "Daniel Couture", "Les deux brins", "La Flèche Noire", et "La variante des Anglais". Leur style a "la limpidité et la fraîcheur de l'eau d'une source de montagne" et leur ton est pimenté de "dialogues, brefs, vivants", relançant un récit "qui ne traîne jamais", selon Michel Ballerini, spécialiste du roman de montagne en France.

## Un roman dans son époque
Etienne Bruhl a imaginé et rédigé "Accident à la Meije" pendant sa captivité dans un camp en Allemagne au début de la seconde guerre mondiale,, peu après le considérable succès de librairie du premier roman du journaliste chamoniard Roger Frison-Roche. Premier de cordée, au style plus proche de la littérature de montagne classique, avait ouvert un genre qui connaitra un gros succès au début des années 1950. D'un style plus austère mais adapté par Louis Daquin dès 1944 au cinéma, Premier de cordée mettait lui aussi en scène un orage sur des arêtes sommitales, aux Drus, dans le Massif du Mont-Blanc. 
La première édition d'"Accident à la Meije" est publiée en 1946, avec en couverture une photo noir et blanc du "Doigt de Dieu", chez Jean Susse, éditeur parisien spécialisé dans les livres de montagne, d'aventure et de spéléologie, qui depuis 1938 publiait son guide Susse, le premier en France consacré au camping. Le Monde consacre à ce roman quelques lignes en 1947, dans sa "liste des meilleurs livres parus sur la question", dominée par celui du suisse Émile-Robert Blanchet, à une époque où le quotidien est imprimé sur une seule page recto-verso en raison de la pénurie de papier.
Etienne Bruhl a ensuite publié en 1951 "Variantes – Nouvelles et pastiches", recueil combinant "des nouvelles qui forment la partie principale de l'ouvrage" à une liste de onze récits d'une même course en montagne, écrits chacun « à la manière » de onze écrivains particulièrement admirés, un "jeu d'adresse", auquel il est cependant "permis de préférer le talent personnel" de l'auteur du recueil, réagit un article du journal La Montagne, pour qui chacun des onze écrivains pastichés semble témoigner d'une "expérience propre" de cette course, que "le prisme de sa vision du monde rend irréductible" à l’expérience des dix autres.

## Technique narrative
L'enquête déroulée dans Accident à la Meije est "riche en méandres, en impasses et en rebondissements", prenant la forme d'un un récit "coupé de dialogues vivants", principalement entre les deux héros, mais aussi avec les autres personnages. Le parcours à travers l'arête consitue lui-même un personnage central du roman. Dans son célèbre ouvrage de 1956, l'alpiniste Maurice Herzog, vainqueur de l'Annapurna et futur maire de Chamonix, explique que "l'intrigue s'enchevêtre sur les arêtes de la plus belle montagne de l'Oisans, avec une dextérité digne de la Série noire". 
L'auteur crée "au début une sorte de mystère qui ne s'éclaircit que peu à peu", avec "le don d'impatienter le lecteur et de ne lui donner la clé de l'énigme qu'après maintes hésitations et détours", en se montrant habile à "l'entourer d'une atmosphère dramatique" puis à "la maintenir le plus longtemps possible", selon Michel Ballerini, spécialiste du roman de montagne en France.
Le comique de situation déployé dans les dialogues rappelle celui qui a réussi une quinzaine d'années plus tôt à deux romans de Jean Dufourt, "Calixte, ou l’introduction à la vie lyonnaise", et "Les Malheurs de Calixte". L'ambiance du début du roman d'Etienne Bruhl a par ailleurs inspiré les légendaires skieuses de la nouvelle "Le Voyeur", publiée par Boris Vian dans la revue Sensations en 1951 puis dans le recueil Le Loup-garou en 1970.

## Suites de l'enquête sur fond de réchauffement climatique
Le thème d'une enquête sur les ressorts du décès d'un alpiniste, effectuée par un autre alpiniste se hissant à cette fin sur les lieux du drame, discrètement et sans recours à la police, sera repris dans les années 1970 dans Mort d'un guide, film français réalisé par Jacques Ertaud, sorti en 1975.
Mais selon  Anne Sauvy, l'auteur n'avait pas souhaité écrire de suite à son roman, car "le travail demandé par le mécanisme d'horlogerie qui sous-tend l'intrigue avait été si ardu qu'il n'envisageait pas de recommencer l'expérience".
Un autre s'en est chargé. Cinq décennies après le décès de l'auteur en 1973, le général Nicolas Le Nen, ex-commandant de chasseurs alpins à Annecy, en Haute-Savoie, et dirigeant de la DGSE, a consacré son cinquième roman à une suite
, non autorisée, de l'intrigue tracée  dans l'oeuvre d'Etienne Bruhl. C'est Affaire Classée à la Meije, roman policier paru en mars 2022, qui met en scène les descendants de Chatel et Fournier. En 2018, un événement d'origine climatique, bien réel, les oblige à revisiter les conclusions de leurs aïeux sur ce qui est désormais une "affaire classée": l’effondrement le 7 août deux tours de roc sur le "glacier carré", étape-phare de l'ascension en face sud, qui rend la voie normale peu praticable. Le retrait neigeux fait émerger des indices vieux de trois-quarts de siècle, change la donne, bouleverse l'analyse criminologique. Ce roman ne dit pas un mot de celui de 1946 mais en reprend tous les détails, personnages et actions, placés en 1950.

## Autres livres sur La Meije
- 1875: "Tentatives d'ascension au Pic Occidental de la Meije", par Henry Duhamel[31]
- 1884: "Le grand pic de la Meije", par Émile Chabrand Chabrand, Grenoble[31];
- 1895: La Meije dans l'image" par Paul Guillemin, inventaire de 216 ouvrages avec photos ou gavures[31]
- 1926: "Le Silence dans la campagne" avec la nouvelle "Le cas de Jean Bunant", par Édouard Estaunié [32],[33],[34];
- 1929: "La première ascension de la Meije", par Paul Guiton[32];
- 1930: "En Altitude", par Pierre Scize, Editions Didier & Richard, avec la nouvelle "La passion de Célestine Eymard";
- 1942: "Face Nord" par Marc Augier[32];
- 1946: "Meije", par Georges Sonnier[32];
- 1977: "Au pays de la Meije" par Paul-Louis Rousset[35];
- 1983: "Roc à pic", par  Pierre Wemaere[32];
- 1995: "Le roman de Gaspard de la Meije", par Isabelle Scheibli [32];
- 1995: "Les Hauts Lieux", par Michel Desorbay[32];
- 1998: "La Meije aux oiseaux", par Marcel Nordon[32];
- 1999: "Le voyage au pays de la Meije", par Bernard Boyer, 1999  [36];
- 2000: "La Meije, reine de l'Oisans" par  Pierre Chapoutot;
- 2001: "Pierres d’Angle", par Michel Desorbay[32];
- 2003: "Ma Meije, mon combat", par Sophie et Michel Lyonnet[32].
- 2013: "Plus près des anges", par Jean-Baptiste Bester[37].
- 2022 : "Meurtres au pays de la Meije", par Pascal Engels [38];
- 2023: "Le cirque du diable" par Olivier Descosse